# عفيف أباد
عفيف‌ أباد هي قرية في مقاطعة نائين، إيران. يقدر عدد سكانها بـ 15 نسمة بحسب إحصاء 2016.